# Molanna oglamar
Molanna oglamar är en nattsländeart som beskrevs av Malicky och Chantaramongkol 1989. Molanna oglamar ingår i släktet Molanna och familjen skivrörsnattsländor. Inga underarter finns listade i Catalogue of Life.